# جاناتان وینتر
جانات وینتر (به انگلیسی: Jonathan Winter) (زادهٔ ۱۸ اوت ۱۹۷۱) شناگر اهل نیوزیلند است.